# Duranusita
La duranusita és un mineral de la classe dels sulfurs. Rep el seu nom del municipi francès de Duranús (Duranus en francès), la seva localitat tipus.

## Característiques
La duranusita és un sulfur de fórmula química As₄S. Va ser aprovada com a espècie vàlida per l'Associació Mineralògica Internacional l'any 1973. Cristal·litza en el sistema ortoròmbic. La seva estructura en capes es troba relacionada amb la de l'arsenolamprita. La cel·la unitat té 8 àtoms d'arsènic i 2 àtoms de sofre. Hi ha dos tipus de capes ondulades - AS₂ i As₂S - apilades al llarg de [010]. La seva duresa a l'escala de Mohs es troba entre 2 i 2,5.
Segons la classificació de Nickel-Strunz, la duranusita pertany a «02.FA: Sulfurs d'arsènic, àlcalis, sulfurs amb halurs, òxids, hidròxid, H₂O, amb As, (Sb), S» juntament amb els següents minerals: dimorfita, pararealgar, realgar, alacranita, uzonita, laphamita, orpiment, getchellita i wakabayashilita.

## Formació i jaciments
Va ser descoberta l'any 1973 a la mina L'Eguisse, a Duranus, al departament francès dels Alps Marítims (Provença – Alps – Costa Blava, França), en petites venes de calcita en margues i calcàries silícies, on sol trobar-se associada a altres minerals com: estibnita, realgar, quars, orpiment, arsènic i calcita.